# Бошкана
Бошкана (рум. Boșcana) — село в Криулянском районе Молдавии. Является административным центром коммуны Бошкана, включающей также село Мэрдэреука.

## География
Село расположено на высоте 50 метров над уровнем моря.

## Население
По данным переписи населения 2004 года, в селе Бошкана проживает 2729 человек (1376 мужчин, 1353 женщины).
Этнический состав села:
| Национальность | Число жителей | Процентный состав |
| -------------- | ------------- | ----------------- |
| молдаване      | 2653          | 97,22             |
| украинцы       | 23            | 0,84              |
| цыгане         | 18            | 0,66              |
| русские        | 18            | 0,66              |
| румыны         | 6             | 0,22              |
| гагаузы        | 3             | 0,11              |
| болгары        | 1             | 0,04              |
| прочие         | 7             | 0,26              |
| Всего          | 2729          | 100 %             |